# 永富軍
永富軍（1981年2月15日—），锡伯族，中國男子射箭運動員，新疆交流到陕西的运动员。

## 生涯
永富軍在1994年於新疆察布查爾體育學校接受其兄永富海的射箭訓練。翌年入選陝西射箭隊，教練馮燕超。1998年，他成為國家隊一員，當時付濤、鹿軍慶、楊昌勳及馮燕超均為他在國家隊的教練。
然而，永富軍在1997年的八運會時已為陝西隊取得了男子團體小項的銀牌。兩年之後的香港冠軍賽，他奪得了男子個人小項的冠軍，並於同一年得到在西安舉行的第四屆城運會中射箭項目的男子團體小項銅牌。2000年，他於美國歐洲大獎賽摘下團體小項的第一位，更入選悉尼奧運的名單，但未有獎牌進帳。
2001年，永富軍在九運會中的男子團體小項中與羅恆宇、何春晨的組合在廣東省奧體中心射箭場以1環的差戰勝廣西隊，最終奪得金牌。2003年，他與隊友在全國大獎賽總決賽(廣西站)贏得男子團體小項冠軍。次年的全國室外錦標賽，永先後取得男子個人小項及男子團體小項的亞軍和季軍。同年，他再次參與奧運，在男子個人小項中，他在首圈不敵日本對手出局。
2005年7月，永富軍成為全國奧林匹克射箭錦標賽的男子個人小項以及男子團體小項的金牌，成績分別為115環及251環。3個月後的十運會，永富車與王剛、趙志剛的組合被吉林隊淘汰出局，而在個人小項上，他以4環不敵新疆對手，得第4名。翌年，他奪得亞洲大獎賽的男子團體金牌和男子個人小項的銀牌。同年9月，他於上海站世界盃男子個人小項的季軍。隨後的多哈亞運，他分別於男子個人小項的四強中被擊敗而出局。一日後的團體小項，他與靖相青、李文全和王剛再度於四強被對手淘汰出局。